# Misono
미소노(misono, 1984년 10월 13일 ~)는 일본의 가수, 배우이다. 본명은 코다 미소노(神田 美苑)이고, 언니는 가수 코다 쿠미이다.

## 내력
2000년 7월, 에이벡스의 ‘여름방학 오디션’에 참가했고, 2002년 7월 데이 애프터 투모로우의 보컬로 데뷔한다. 데이 애프터 투머로는 2005년 활동 휴지를 선언하고, 미소노는 2006년부터 솔로 가수로 활동을 시작한다. 2009년 3월에는 언니인 코다 쿠미와 함께 ‘코다 자매’란 이름으로 싱글을 발매하기도 했다.

## 출연작

### 게스트
- 2008년 9월 1일 헤이!헤이!헤이! 뮤직 챔프 (후지 TV)
- 2009년 6월 12일 뮤직 스테이션 (TV 아사히)

### 텔레비전 드라마
- 음녀（2008년 4월 14일~17일, TV 아사히）
- 댄디 대디?（2009년 7월〜9월, TV 아사히）- 미코 역

## 음반 목록

### 싱글
- 14번째 - 우루세이 야츠라의 테마 - 라무의 러브송 (2009년 9월 23일 발매)